# Charles J. Hughes (Politiker)

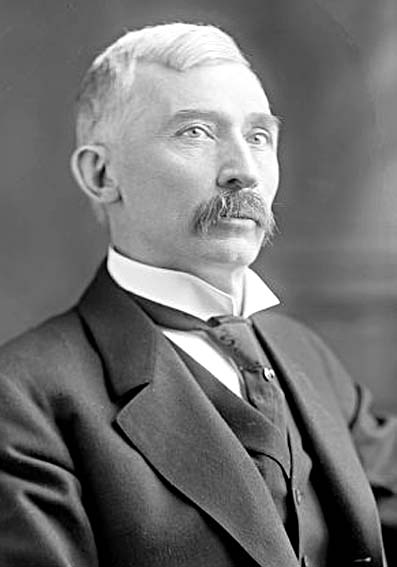
Charles J. Hughes

Charles James Hughes Jr. (* 16. Februar 1853 in Kingston, Caldwell County, Missouri; † 11. Januar 1911 in Denver) war ein US-amerikanischer Politiker (Demokratische Partei), der den Bundesstaat Colorado im US-Senat vertrat.

## Leben
Nach dem Besuch der öffentlichen Schulen in seiner Heimat erlangte Charles Hughes im Jahr 1871 seinen College-Abschluss in Richmond. Danach studierte er bis 1873 erfolgreich die Rechtswissenschaften an der juristischen Fakultät der University of Missouri in Columbia, wurde 1877 in die Anwaltskammer aufgenommen und begann in Richmond zu praktizieren. 1879 zog er nach Denver.
An der University of Denver sowie an der Harvard University war Hughes danach als Dozent für Bergrecht tätig. Seine erste politische Aktivität unternahm er im Jahr 1900 als Wahlmann der Demokratischen Partei bei den Präsidentschaftswahlen. Dabei unterlag der in Colorado siegreiche William Jennings Bryan jedoch dem republikanischen Amtsinhaber William McKinley.
Am 4. März 1909 zog Hughes als Nachfolger des nicht mehr kandidierenden Henry Moore Teller für Colorado in den US-Senat ein. Er starb jedoch bereits im zweiten Jahr seiner Amtszeit in Denver.